# Álvaro Morata
Álvaro Borja Morata Martín, född 23 oktober 1992 i Madrid, är en spansk fotbollsspelare som spelar för AC Han är utlånad till Galatasaray.

## Klubbkarriär
Álvaro Morata började spela som 13-åring i Atletico de Madrid (2005–2007), men gick sedan över till lokalrivalen Getafe CF där han spelade ytterligare ett år innan han gick över till Real Madrids ungdomslag. Den 15 augusti 2010 meddelade han att han skulle spela för Real Madrid Castilla.

### Real Madrid
Den 12 december 2010 debuterade Morata för Real Madrids A-lag mot Real Zaragoza. Han byttes in mot nyförvärvet Ángel di María i den 88:e matchminuten. Matchen vanns av Real Madrid med 3–1. Morata gjorde sitt första mål i Real Madrid i en match mot Levante, Morata kom in i den 82:a minuten istället för Mesut Özil. Två minuter efter sitt byte nickade Morata in 2–1-målet till Real Madrid efter en frispark av Xabi Alonso och blev därmed matchvinnare.
Tio dagar efter debuten spelade han sin första match i Copa del Rey, inbytt i den 77:e matchminuten. Morata hade en bra chans att göra mål när han kom fri, men målvakten räddade; Pedro León kunde dock ta hand om returen, och la in den i öppet mål.

### Juventus FC
Den 19 juli 2014 bekräftade Juventus att de nått en överenskommelse med Real Madrid, gällande Álvaro Morata. Morata gjorde sin debut i Serie A för Juventus, hemma den 13 september 2014, när han ersatte Fernando Llorente i sista minuten i segermatchen mot Udinese Calcio. Två veckor senare nickade han in sitt första Serie A-mål för Juventus i matchen mot Atalanta BC, även denna som inhoppare. 
Sitt första mål i Champions League för Juventus gjorde Morata den 24 februari 2015, i åttondelsfinalens första match hemma mot Borussia Dortmund, när han nickade in slutresultatet 2–1 i den 43:e minuten.

### Chelsea
Den 19 juli 2017 bekräftade Londonklubben Chelsea att de kommit överens med Real Madrid om en övergång för Morata. Efter att klarat den medicinska undersökningen skrev Morata den 21 juli på ett femårskontrakt med klubben.

## Spanska landslaget
År 2009 gjorde Morata debut för Spaniens U-17-lag, då han på sex matcher gjorde två mål. År 2010 spelade han för U-18-laget, där han gjorde hela tre mål på två matcher. Morata har spelat i U-19-laget, där han spelat fem matcher och gjort fyra mål. Morata debuterade i U21-landslaget under U21-EM 2013 i Israel där Spanien vann. Morata gjorde fyra mål och vann dessutom skytteligan.

## Meriter

### Real Madrid
- La Liga: 2011/2012, 2016/2017
- Spanska cupen: 2010/2011, 2013/2014
- Spanska supercupen: 2011/2012
- Uefa Champions League: 2013/2014, 2016/2017
- Uefa Super Cup: 2016
- VM för klubblag: 2016

### Juventus FC
- Serie A: 2014/2015, 2015/2016
- Coppa Italiana: 2014/2015, 2015/2016, 2020/2021
- Supercoppa italiana: 2015, 2020

### Chelsea FC
- FA-cupen: 2017/2018

### Spanien
- U19-Europamästare: 2011
- U21-Europamästare: 2013
- Uefa Nations League: 2023
- EM-Guld 2024

## Statistik

### Matcher och mål i respektive klubb
Statistik per 8 november 2015.
| Säsong             | Klubb              | Mästerskap         | Mästerskap | Mästerskap | Cupspel, nationell | Cupspel, nationell | Cupspel, nationell | Cupspel, internationellt | Cupspel, internationellt | Cupspel, internationellt | Cupspel, alternativ | Cupspel, alternativ | Cupspel, alternativ | Totalt | Totalt |
| Säsong             | Klubb              | Liga               | SM         | Mål        | Turnering          | SM                 | Mål                | Turnering                | SM                       | Mål                      | Turnering           | SM                  | Mål                 | SM     | Mål    |
| ------------------ | ------------------ | ------------------ | ---------- | ---------- | ------------------ | ------------------ | ------------------ | ------------------------ | ------------------------ | ------------------------ | ------------------- | ------------------- | ------------------- | ------ | ------ |
| 2010–2011          | RM Castilla        | Segunda División B | 26+2       | 14+1       | -                  | -                  | -                  | -                        | -                        | -                        | -                   | -                   | -                   | 28     | 15     |
| 2011–2012          | RM Castilla        | Segunda División B | 33+4       | 15+3       | -                  | -                  | -                  | -                        | -                        | -                        | -                   | -                   | -                   | 37     | 18     |
| 2012–2013          | RM Castilla        | Segunda División   | 18         | 12         | -                  | -                  | -                  | -                        | -                        | -                        | -                   | -                   | -                   | 18     | 12     |
| Totalt RM Castilla | Totalt RM Castilla | Totalt RM Castilla | 77+6       | 41+4       |                    | -                  | -                  |                          | -                        | -                        |                     | -                   | -                   | 83     | 45     |
| 2010–2011          | Real Madrid        | La Liga            | 1          | 0          | Copa del Rey       | 1                  | 0                  | Champions League         | 0                        | 0                        | -                   | -                   | -                   | 2      | 0      |
| 2011–2012          | Real Madrid        | La Liga            | 1          | 0          | Copa del Rey       | 0                  | 0                  | Champions League         | 0                        | 0                        | Supercopa de España | 0                   | 0                   | 1      | 0      |
| 2012–2013          | Real Madrid        | La Liga            | 12         | 2          | Copa del Rey       | 2                  | 0                  | Champions League         | 1                        | 0                        | Supercopa de España | 0                   | 0                   | 15     | 2      |
| 2013–2014          | Real Madrid        | La Liga            | 23         | 8          | Copa del Rey       | 6                  | 0                  | Champions League         | 5                        | 1                        | -                   | -                   | -                   | 34     | 9      |
| Totalt Real Madrid | Totalt Real Madrid | Totalt Real Madrid | 37         | 10         |                    | 9                  | 0                  |                          | 6                        | 1                        |                     | -                   | -                   | 52     | 11     |
| 2014–2015          | Juventus           | Serie A            | 29         | 8          | Coppa Italia       | 5                  | 2                  | Champions League         | 12                       | 5                        | Supercoppa Italiana | 1                   | 0                   | 47     | 15     |
| 2015–2016          | Juventus           | Serie A            | 34         | 7          | Coppa Italia       | 5                  | 3                  | Champions League         | 8                        | 2                        | Supercoppa Italiana | 0                   | 0                   | 47     | 12     |
| Totalt Juventus    | Totalt Juventus    | Totalt Juventus    | 63         | 15         |                    | 10                 | 5                  |                          | 20                       | 7                        |                     | 1                   | 0                   | 94     | 27     |
| Totalt i karriären | Totalt i karriären | Totalt i karriären | 183        | 70         |                    | 19                 | 5                  |                          | 26                       | 8                        |                     | 1                   | 0                   | 229    | 83     |